# Чагин, Пётр Иванович
Пётр Иванович Чагин (настоящая фамилия Болдовкин) (9 июня 1898 — 28 октября 1967) — советский журналист, поэт, партийный и издательский работник, литературный деятель.

## Биография
П. И. Болдовкин с 1914 по 1917  обучался на историко-филологическом факультете Московского университета. В 1917 г. был призван в армию — юнкером Петергофской школы. Его первые литературные опыты относятся к 1917 году. Выступал с заметками, рецензиями, стихами в газете «Социал-демократ» и журнале «На рельсах», которые подписывал псевдонимом «Алексеев» или «Чагин».
С 1917 года активно занялся революционной деятельностью, в связи с чем ушёл с третьего курса. В июле того же года вступил в РСДРП. Участник Октябрьской революции. Был командиром красногвардейского отряда. Принимал участие в установлении Советской власти в Москве, в ходе боёв получил тяжёлое ранение (простреленная навылет грудь), попал в госпиталь. После выздоровления, был избран членом президиума и секретарём Замоскворецко-Даниловского районного совета депутатов. В 1918 году — депутат VII съезда РКП(б).
После окончания гражданской войны — на партийной работе. В начале августа 1918 года по направлению Я. Свердлова и заведующей секретариатом ЦК партии Е. Стасовой, для организации и укрепления Советской власти Чагин прибыл в Николаевский уезд Самарской губернии — село Екатериненштадт (Екатериноград). Был председателем немецкой организации РКП(б). С 1919 по 1920 возглавлял райком и обком РКП(б) немцев Поволжья. Одновременно работал редактором двух центральных областных газет «Нахрихтен» и «Известия» — на немецком и русском языках. В апреле 1919 года по предложению Чагина бывшая немецкая колония Екатериненштадт была переименована в Марксштадт (после 1942 года — город Маркс Саратовской области).
Переведённый в Баку в 1921 году из области немцев Поволжья, Чагин сначала заведовал Бакинским отделом народного образования, затем — агитотделом ЦК партии Азербайджана. С 1922 по 1925 год П. И. Чагин — второй секретарь ЦК Компартии Азербайджана, заместитель С. М. Кирова. Одновременно — редактор газеты «Бакинский рабочий». Член Закавказского крайкома ВКП(б).
В январе — феврале 1924 года участвовал в работе II Всесоюзного съезда Советов. В 1925 году — депутат XIV съезда ВКП(б).
С 1926 года стал заниматься только редакционно-издательской деятельностью:
- редактор «Красной газеты» (Ленинград), затем газеты «Заря Востока» (Тифлис);
- январь — май 1933 года — редактор журнала «Рабочий и театр»[1] в Ленинграде;
- 1933—1938 — управляющий издательств АН СССР.

В августе 1937 года отстранён от работы решением Президиума АН «за крупные недостатки в работе издательства», уволен с 20 ноября 1938 года.
- 1939—1946 — исполняющий обязанности директора издательства Гослитиздата. Редактор «Избранного» С. Есенина (ОГИЗ-ГИХЛ, 1946).
- 1946—1950 — директор издательства «Московский рабочий».
- 1951—1956 — директор издательства «Советский писатель».
- 1956—1958 — заместитель главного редактора журнала «Дружба народов».

Любил поэзию и хорошо разбирался в многочисленных литературных течениях и группировках: символистах, футуристах, имажинистах, конструктивистах, экспрессионистах, биокосмистах, ничевоках и др. Дружил со многими поэтами и писателями (Демьяном Бедным, В. Маяковским, С. Есениным, М. И. Цветаевой и многими другими).
В 1958 году вышел на пенсию.
Пётр Иванович Чагин умер в 1967 году. Похоронен на Ваганьковском кладбище (17 уч.).

### Дружба с Есениным
В 1924—1925 годах Чагин был одним из ближайших друзей Есенина. Автор предисловия к сборнику стихов Есенина «Русь советская» (Баку, 1925). Есенин с вниманием прислушивался к его литературным советам. Свой сборник «Персидские мотивы» он написал с посвящением: «С любовью и дружбою Петру Ивановичу Чагину».
Ему же посвящено стихотворение «Стансы»:
…

Дни, как ручьи, бегут

В туманную реку.

Мелькают города,

Как буквы по бумаге.

Недавно был в Москве,

А нынче вот в Баку.

В стихию промыслов

Нас посвящает Чагин.

…

### Братья
Младший брат — Василий Иванович Болдовкин (1903—1963) — комендант Советского посольства в Тегеране (1923—1928), дипломатический курьер, близкий друг С. Есенина. Написал книгу «Воспоминания о Сергее Есенине». Другой брат Николай Иванович Болдовкин похоронен в братской могиле, погибших в 1918—1921 годах красноармейцев в городе Марксе.

## Награды
- Орден Трудового Красного Знамени
- ряд медалей

## Память
- Именем П. И. Чагина названа улица в г. Марксе.
- В телесериале «Есенин» (2005) роль Петра Ивановича Чагина сыграл актёр Алексей Маклаков.